# Kapucínský klášter (České Budějovice)
Kapucínský klášter v Českých Budějovicích, zřízený z podnětu královny Anny Tyrolské, fungoval od roku 1615 (respektive 1620) do josefínských reforem 1788. Mimo konvent v areálu vznikl kostel svaté Anny a krypty využívané k pohřbívání členů řádu.

## Historie
Kapucíni ve městě působili od roku 1614. Dne 9. července 1614 byla uzavřena dohoda mezi kvardiánem kapucínské komunity, zpovědníkem královny Anny Tyrolské, páterem Cherubinem a městskými radními o zajištění pozemků. Na základě dohody byly pro stavbu zvoleny městem odkoupené pozemky v současné Kněžské ulici, kde od požáru (1579 nebo 1597) stály ruiny měšťanských domů. Dne 1. nebo 30. června 1615 začaly stavební práce. Z pozemků po devíti domech byly odstraněny ruiny, čímž vznikl prostor pro konvent, kostel svaté Anny i rozsáhlou klášterní zahradu. Klášter byl dostavěn roku 1620 a slavnostně vysvěcen 1. 2. 1621 pražským arcibiskupem Janem Loheliem. Původně v něm působilo 18 bratří. V průběhu třicetileté války posilovali českobudějovičtí kapucíni moc katolické církve například tím, že dne 2. 5. 1629 pálili na veřejnosti zabavené zakázané knihy. V roce 1641 byl klášter částečně poškozen velkým požárem Českých Budějovic, ale kostel zůstal nezasažen. 1709 byla přistavěna nová kaple.
O zrušení kláštera rozhodl 31. prosince 1786 Josef II., uzavřen byl 16. 7. 1788. Objekt konventu v letech 1803-1950 sloužil jako kněžský seminář, od r. 1991 v něm sídlí Teologická fakulta Jihočeské univerzity. Klášterní kostel svaté Anny byl po určitou dobu využit jako sýpka, od roku 1988 jako koncertní síň Otakara Jeremiáše.

## Krypta
Během přestavby kostela na koncertní síň na konci 80. let 20. století byla v podzemí objevena do té doby neznámá konventní krypta ze 17. století. Asymetricky umístěný sloup a dispozice prostory potvrzují domněnku, že krypta vznikla ze sklepů jednoho z vyhořelých domů, na jejichž parcelách klášter vznikl. Kostry v kryptě ležely na zádech, ruce měly složené na prsou a hlavu podloženou cihlou. Ani na jedné nebyly nalezeny zbytky oděvů (důvody absence oblečení nejsou známé). Ostatky pocházely z let 1621 až 1786.